# Pouzauges
 Pouzauges  es una población y comuna francesa, en la región de Países del Loira, departamento de Vendée, en el distrito de Fontenay-le-Comte y cantón de Pouzauges.

## Geografía
La ciudad se encuentra al sur del Loira en la Vendée. Está situada en la colina  Puy Crapaud a 269 metros de altura.

## Entorno
Pouzauges ganó tres flores en el  “Concours des villes et villages fleuris” (Concurso de ciudades y pueblos en flor).

## Demografía
| 400                       | 236 | 330 | 452 | 2 141 | 2 234 | 2 277 | 2 440 | 2 508 | 2 591 | 2 572 | 2 701 | 2 767 | 2 934 | 3 096 | 3 308 | 3 408 | 3 407 | 3 314 | 3 291 | 3 356 | 3 104 | 3 063 | 3 265 | 3 338 | 3 392 | 3 579 | 4 239 | 4 832 | 5 506 | 5 699 | 5 473 | 5 385 | 5 362 |
| (Fuente: INSEE y Cassini) |     |     |     |       |       |       |       |       |       |       |       |       |       |       |       |       |       |       |       |       |       |       |       |       |       |       |       |       |       |       |       |       |       |